# Lukové pliesko
Lukové pliesko – niewielkie jezioro w Niżnych Tatrach na Słowacji. Znajduje się w górnej części Lukovej doliny, pod północnymi ścianami Chopoka (2024 m) i Konské (1875 m). Wypływa z niego niewielki potok Luková będący lewym dopływem Demianówki.
Lukové pliesko jest pochodzenia polodowcowego, wypełnia dno dawnego kotła lodowcowego. Z końcem lata często wysycha. W jego okolicy żyją kozice i świstaki, a cały ten rejon to ścisły rezerwat przyrody Dziumbier. Bezpośrednio obok jeziorka nie prowadzi żaden szlak turystyczny, ale kilka szlaków poprowadzono blisko jeziorka i jest ono z tych szlaków widoczne.